# Раковник-при-Шентруперту
Раковник-при-Шентруперту (словен. Rakovnik pri Šentrupertu) — поселення в общині Шентруперт, регіон Південно-Східна Словенія, Словенія.